# Friedrich Neumayer
Friedrich Neumayer (* 24. Januar 1857 in Kaiserslautern; † 16. Mai 1933 ebenda) war ein deutscher Rechtsanwalt und Manager.

## Leben
Nach dem Besuch des Gymnasiums in Kaiserslautern und Zweibrücken studierte Friedrich Neumayer an den Universitäten Würzburg und Straßburg Rechtswissenschaften. 1876 wurde er Mitglied des Corps Rhenania Würzburg. 1883 ließ er sich in Kaiserslautern als Rechtsanwalt nieder. Er war Aufsichtsratsvorsitzender der Kammgarnspinnerei Kaiserslautern, der Bender & Co. AG in Kaiserslautern und der Gienanth-Werke AG in Hochstein. Er gehörte den Aufsichtsräten der Norddeutschen Wollkämmerei und Kammgarnspinnerei AG in Bremen, der Pfälzischen Nähmaschinen- und Fahrradfabrik vormals Gebrüder Kayser in Kaiserslautern, der Eisenwerke Kaiserslautern AG und der Gasanstalt Kaiserslautern AG an.
Von 1919 bis 1920 war er für die nationale Bayerische Mittelpartei und die Deutsche Volkspartei der Pfalz Abgeordneter des Bayerischen Landtages.

## Auszeichnungen
- Ernennung zum Geheimen Justizrat
- Ernennung zum Ehrenmitglied des Corps Rhenania Würzburg[2]